# 4082 Swann
4082 Swann è un asteroide della fascia principale. Scoperto nel 1984, presenta un'orbita caratterizzata da un semiasse maggiore pari a 2,3902884 UA e da un'eccentricità di 0,2574872, inclinata di 9,60717° rispetto all'eclittica.